# Orthonama bothnica
Orthonama bothnica är en fjärilsart som beskrevs av Nessling 1938. Orthonama bothnica ingår i släktet Orthonama och familjen mätare. Inga underarter finns listade i Catalogue of Life.